# نصف‌النهار ۱۶۳ درجه غربی
نصف‌النهار ۱۶۳ درجه غربی ۱۶۳مین نصف‌النهار غربی از گرینویچ است که از لحاظ زمانی ۱۰ساعت و ۵۲دقیقه با گرینویچ اختلاف زمانی دارد.
این نصف‌النهار از قطب شمال شروع و از مناطق زیر گذشته و به قطب جنوب ختم می‌شود.
- اقیانوس آرام
- آلاسکا( ایالات متحده آمریکا)